# شجره‌نامه ژولیو کلودین

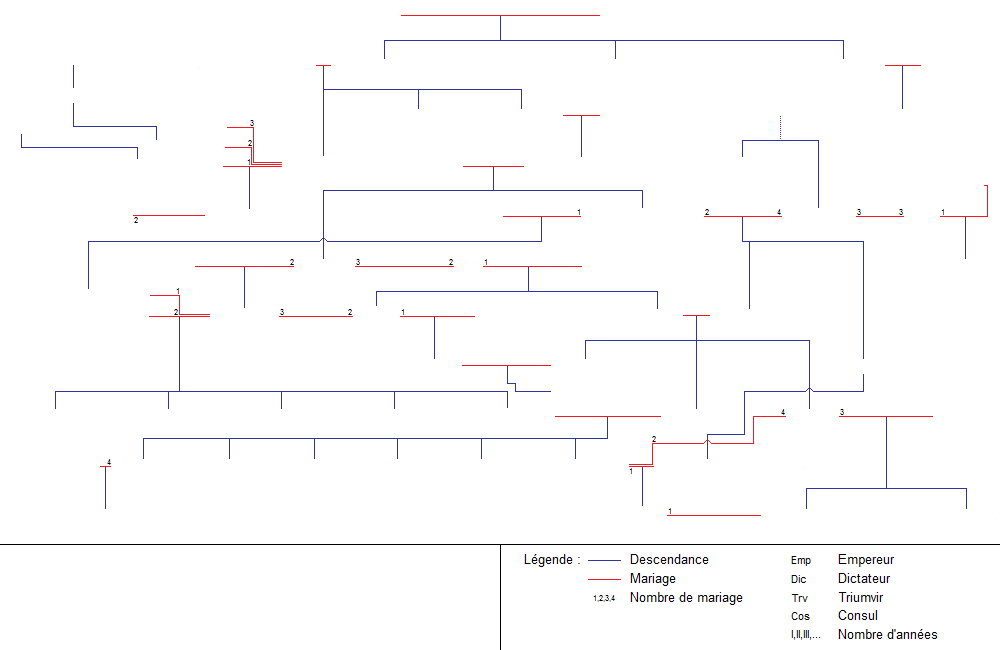
شجره‌نامه ژولیو کلودین

شجره‌نامه ژولیو کلودین (انگلیسی: Julio-Claudian family tree)